# Khost University
Khost University är, också känt som Shaikh Zayed University, ett universitet i Afghanistan.   Det ligger i provinsen Paktia, i den östra delen av landet, 150 km söder om huvudstaden Kabul. Khost University ligger 1 239 meter över havet.
Universitet fick sitt namn efter Shejk Zayed bin Sultan Al Nahyan, Förenade arabemiratens förste president, som sponsrade uppbyggnaden av universitetets campus i Khost.